# Буссенго (лунный кратер)
Кратер Буссенго (лат. Boussingault) — большой древний ударный кратер находящийся в гористой юго-восточной части видимой стороны Луны. Название присвоено в честь французского химика, одного из основоположников агрохимии, Жана Бати́ста Буссенго́ (1802—1887) и утверждено Международным астрономическим союзом в 1935 г. Образование кратера относится к донектарскому периоду.

## Описание кратера

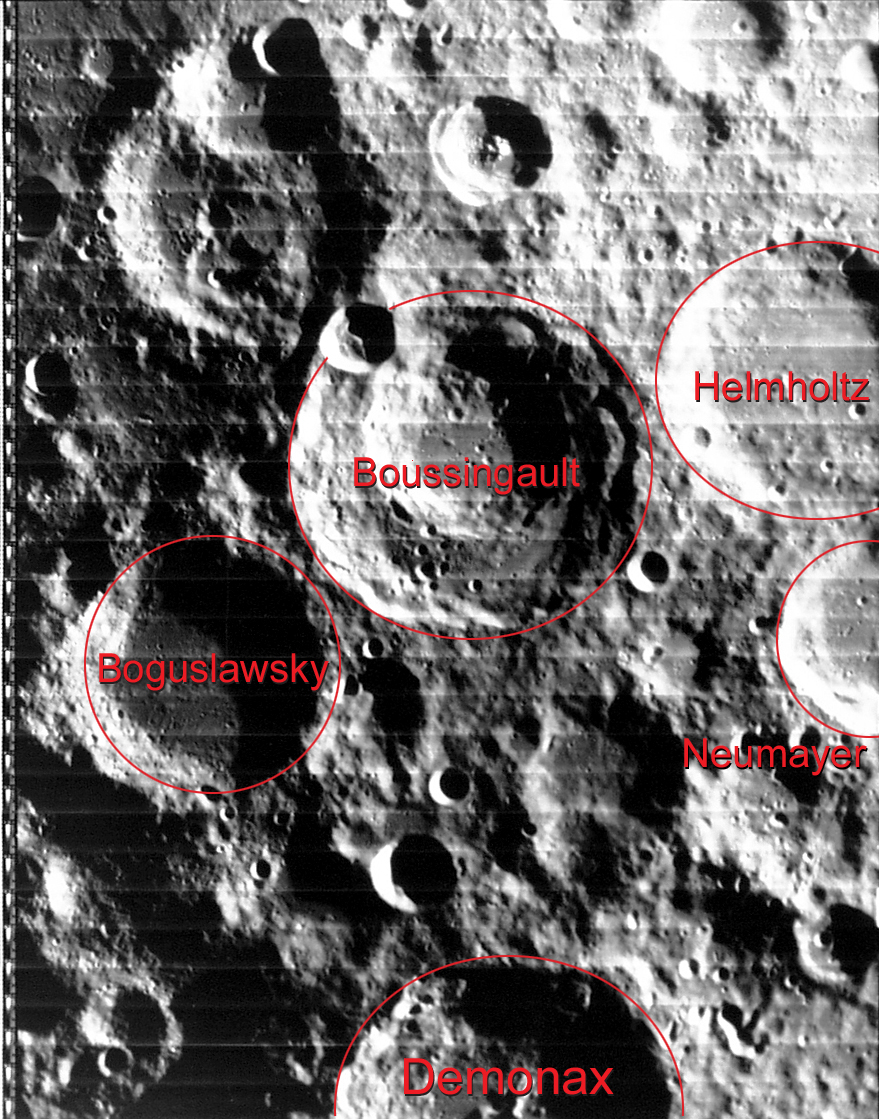
Окрестности кратера Буссенго. Снимок зонда Lunar Orbiter - IV.

Ближайшими соседями кратера являются кратер Гельмгольц на северо-востоке; кратер Неймайер на востоке-юго-востоке; кратер Богуславский на юго-западе.
Селенографические координаты центра кратера 70°13′ ю. ш. 53°44′ в. д. / 70,21° ю. ш. 53,73° в. д., диаметр 127,6 км, глубина 5,64 км.
Внутри кратера находится чуть меньший по размеру сателлитный кратер Буссенго А (см. ниже), несколько смещённый к северу. Северо-западная часть вала перекрыта сателлитным кратером Буссенго K. Высота вала над окружающей местностью 1700 м, объём кратера составляет приблизительно 22300 км³.

## Сателлитные кратеры
| Буссенго | Координаты                                            | Диаметр, км |
| -------- | ----------------------------------------------------- | ----------- |
| A        | 69°58′ ю. ш. 53°52′ в. д. / 69,96° ю. ш. 53,87° в. д. | 75,4        |
| B        | 65°41′ ю. ш. 47°02′ в. д. / 65,69° ю. ш. 47,04° в. д. | 57,7        |
| C        | 65°09′ ю. ш. 48°04′ в. д. / 65,15° ю. ш. 48,06° в. д. | 23,1        |
| D        | 63°35′ ю. ш. 44°49′ в. д. / 63,58° ю. ш. 44,81° в. д. | 8,8         |
| E        | 67°05′ ю. ш. 46°38′ в. д. / 67,08° ю. ш. 46,64° в. д. | 104,0       |
| F        | 68°58′ ю. ш. 39°39′ в. д. / 68,97° ю. ш. 39,65° в. д. | 16,6        |
| G        | 71°26′ ю. ш. 52°31′ в. д. / 71,44° ю. ш. 52,51° в. д. | 4,6         |
| K        | 68°50′ ю. ш. 50°06′ в. д. / 68,83° ю. ш. 50,1° в. д.  | 27,2        |
| N        | 71°22′ ю. ш. 61°12′ в. д. / 71,37° ю. ш. 61,2° в. д.  | 15,1        |
| P        | 67°17′ ю. ш. 45°35′ в. д. / 67,29° ю. ш. 45,59° в. д. | 13,3        |
| R        | 64°24′ ю. ш. 48°40′ в. д. / 64,4° ю. ш. 48,66° в. д.  | 11,9        |
| S        | 64°08′ ю. ш. 46°55′ в. д. / 64,14° ю. ш. 46,91° в. д. | 15,8        |
| T        | 63°01′ ю. ш. 43°04′ в. д. / 63,02° ю. ш. 43,06° в. д. | 19,4        |

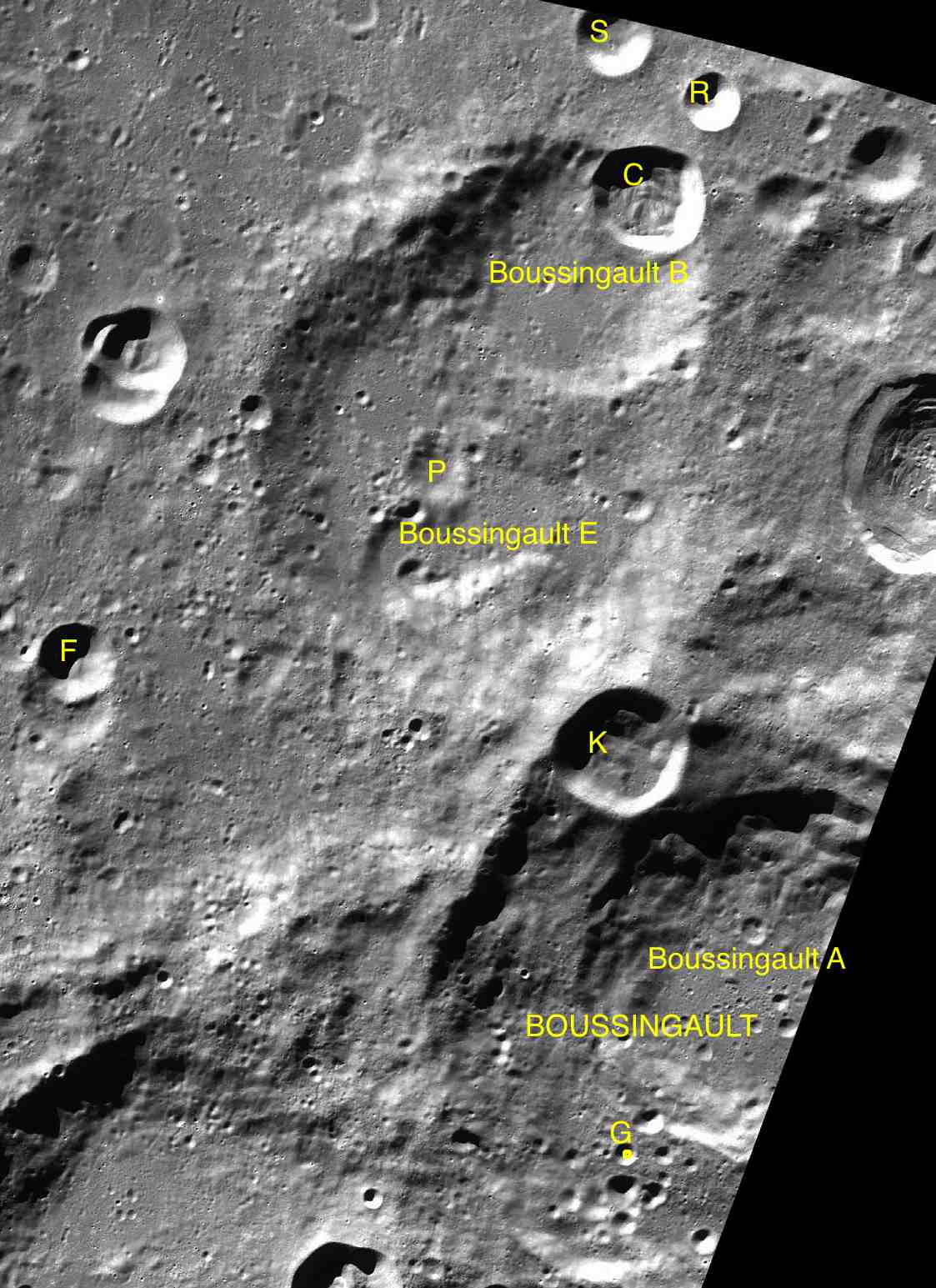
Фрагменты карт LAC-138, LAC-139.

- Сателлитный кратер Буссенго D включён в список кратеров с тёмными радиальными полосами на внутреннем склоне Ассоциации лунной и планетарной астрономии (ALPO)[5].
- Образование сателлитного кратера Буссенго A относится к нектарскому периоду[1].
- Образование сателлитного кратера Буссенго E относится к донектарскому периоду[1].